# Міс Менд
«Міс Менд» — радянський німий художній фільм режисерів Федора Оцепа і Бориса Барнета, знятий на студії «Межрабпом-Русь» за агітаційно-пригодницькими оповіданням Маріетти Шагінян «Месс-Менд, або Янки в Петрограді» і «Лорі Лен, металіст» в 1926 році. Сюжет фільму і дійові особи далекі від оригіналу. «Міс Менд» був одним з найкасовіших фільмів 1920-х років.

## Сюжет
Вівіан Менд (Наталія Глан) за допомогою своїх друзів виходить на слід великої афери, затіяної політичним авантюристом Чіче (Сергій Комаров). Він організував замах на життя мільйонера Говарда Сторна, звинувативши в причетності до його смерті більшовиків, які перебувають при владі в Радянській Росії.
За заповітом, підміненим Чіче з відома вдови покійного, всі гроші, минаючи сина Говарда — Артура, переходять на рахунок антибільшовицької організації під керівництвом Чіче. Артур, впевнений у відповідальності російських комуністів у смерті свого батька, гаряче підтримав фінансування терористичних актів (бактеріологічною зброєю), запланованих Чіче на території Росії.
Формально заповіт Сторна може бути опротестовано. У нього є позашлюбна дитина — Джон, син рідної сестри Вівіан, про існування якого Артур поки на знає. Дитину викрали люди Чіче, але були змушені відпустити на вимогу Артура, за допомогою до якого звернулася Вівіан, приймаючи його за техніка Джонсона, чиє ім'я він назвав при знайомстві.
До Росії їде інженер Берг. Друзям стає відомо про плани Чіче ліквідувати його і відправити в поїздку загримованого під Берга Артура, замінивши багаж інженера своїми ящиками зі смертоносними ампулами.
Вівіан приїжджає за Джоном в поліцейську дільницю, але хлопчик помирає, відкусивши отруєне яблуко, яке дав йому з собою, перед тим як відпустити, лиходій Чіче. В кишені дитячої курточки поліція знайшла візитну картку Артура Сторна, і Вівіан переконана, що саме він винен у смерті свого брата.
Чіче і Артур сіли на пароплав, що йде в Ленінград. Напередодні прибуття в порт призначення вони вбивають Берга і, дотримуючись заздалегідь розробленого плану, на його місці з'являється загримований Сторн. По слідам злочинців йдуть Вівіан з друзями, але в Ленінграді їх нейтралізує Чіче і відправляє в орендований ним особняк на околиці міста.
Вівіан продовжує приймати Артура за техніка Джонсона і мимоволі розкриває свою участь у справі затримання маніакального божевільного. Барнет впізнає у Джонсоні Артура Сторна, і Вівіан залишається тільки шкодувати про допущену помилку.
Фогелю вдається оповістити про підготовлювану акцію співробітників міліції. Артур дізнається від своєї мачухи про ту роль, яку зіграв у справі смерті його батька Чіче, і накладає на себе руки. Після перестрілки і запаморочливої гонитви гине і ватажок бандитів, намагаючись піти через шахту працюючого ліфта.

## У ролях
- Наталія Глан —  Вівіан Менді, друкарка
- Борис Барнет —  репортер Барнет, чемпіон газетних сенсацій
- Володимир Фогель —  Фогель, фотограф-моменталіст
- Ігор Ільїнський —  клерк Том Гопкінс
- Іван Коваль-Самборський —  Артур Сторн
- Сергій Комаров —  Чіче
- Петро Рєпнін —  бандит
- Наталія Розенель —  Елізабет Сторн
- Володимир Уральський —  полісмен
- Дмитро Капка —  пасажир
- Михайло Жаров —  сумний прибиральник
- Михайло Розен-Санін — епізод
- Тетяна Мухіна —  безпритульний Колька
- Анель Судакевич —  стенографістка
- Ірина Володко — епізод
- П. Полторацький — епізод
- С. Гец —  Джон, племінник Вівіан

## Знімальна група
- Режисери-постановники і автори сценарію: Федір Оцеп, Борис Барнет
- Оператор-постановник: Євген Алексєєв
- Художник-постановник: Володимир Єгоров
- Помічник режисера: Л. Туманов